# ヒートアップボクシング
ヒートアップボクシングは、テレビ東京のプロボクシング中継タイトル、あるいは同局が後援するボクシング興行である。

## 歴史・概要
協栄ボクシングジムとの提携により1971年に「KO（ノックアウト）ボクシング」のタイトルで放送開始。同年2月28日に栃木県体育館で行われた西城正三 vs フランキー・クロフォードは視聴率34.9％を記録し、1993年10月28日の1994 FIFAワールドカップアジア最終予選 日本 vs イラク（ドーハの悲劇）が48.1％をたたき出すまで22年間テレビ東京における歴代最高視聴率であり、2016年10月現在も第2位の記録である。
月曜日のゴールデンタイムに中継を実施していた。1973年に他局が世界戦以外のゴールデンタイム中継から撤退した後も、当初は隔月で、『国際プロレスアワー』が開始した1974年10月からは毎月最終月曜日に、それぞれ20時から1時間の放送枠で定期放送されていた。
当初はモハメド・アリ、ロベルト・デュラン、アレクシス・アルゲリョ、シュガー・レイ・レナードらの試合を杉浦滋男の実況とジョー小泉の解説で中継し、ゲスト解説では佐瀬稔が頻繁に登場した。当初海外の試合のみを放送していた理由は、当時日本で行われた世界戦の実況中継の大半を日本テレビに押さえられていたためである。前述の西城VSクロフォードの放送は、東京12チャンネルが当時の協栄ジム会長である金平正紀に直談判して放送が実現したものであった。
その後は深夜枠に移り「ヒートアップボクシング」に変更され隔月で行われていた。
だが、協栄ジムが具志堅用高デビュー以降TBSとの関係を重視するようになるとテレ東との関係は希薄化（協栄側が具志堅の地元沖縄県に系列局を持つキー局での中継を求めたことも一因となっている）。それでも勇利アルバチャコフや竹原慎二ら協栄系列の一部選手が出場する世界戦は放送するものの、金平の死去も重なりヒートアップボクシング興行は現在は休止中。
その後は帝拳プロモーションと提携を強化し、再び「ノックアウトボクシング」のタイトルで放送。2003年を以ってテレビ朝日が「エキサイトボクシング」を打ち切る前後より、同番組で放送されていた角海老・花形・大橋・ワタナベなどのジムに所属する選手が出場する世界タイトルマッチをゴールデンタイムで中継している他、関東ローカル枠で日本タイトルマッチなどを中継している。一時期は大橋所属が中心となって番組編成が組み立てられていたが、大橋興行の中継がTBS「ガッツファイティング」を経由してフジテレビ「FUJI BOXING」に移ったため、以降は「ボクシングスペシャル」のタイトルでワタナベ及び横浜光所属の世界戦を中心に放送している（帝拳所属の世界戦も放送されるが、日本テレビ・WOWOWが優先されるため帝拳以外とのダブル・トリプル世界戦に限られる）。2012年12月31日のトリプル世界戦では佐藤洋太 vs 赤穂亮戦が協栄所属選手の世界戦として15年ぶりに放送された。
かつてはBSジャパン（現・BSテレ東）でもサイマル放送を実施する一方、世界戦アンダーカードや海外での世界戦などBSのみで放送される試合もあったが、現在はオフィシャルサイトやテレビ東京の公式YouTubeチャンネルで動画配信を実施している。2013年5月3日（金・祝）にタイ・シーサケットでのWBC世界スーパーフライ級タイトルマッチ、佐藤洋太 vs シーサケット・ソー・ルンヴィサイ戦が久しぶりにBSで放送された。
2011年10月に中継したポンサワン・ポープラムックと八重樫東のWBA世界ミニマム級タイトルマッチ（実況・島田弘久、解説・川嶋勝重、ゲスト解説・内山高志）は、米国のスポーツ専門チャンネルの公式ウェブサイトESPN.comなどで年間最高試合賞を獲得した他、英国のボクシング専門誌『ボクシング・マンスリー』2012年1月号ではBWAA（全米ボクシング記者協会）メンバーなどを務めるエリック・ラスキンも賛辞を贈っている。これらの高評価にテレビ東京の解説陣も貢献していたことを示すエピソードがある。「日本の解説者たちは試合をより一層楽しいものにしていた。彼らが何を言っているのかは皆目わからなかったが、どんなことを言っているのかははっきりわかった。ジム・ランプリー（HBOの『ワールド・チャンピオンシップ・ボクシング』進行役などを務める）があんなふうに興奮したら、どんなに楽しいだろう」という投書に対して、ラスキンは次のように語っている。「ランプリーやジョー・テシトーレ（ESPN2の『フライデー・ナイト・ファイト』進行役などを務める）を悪く言うつもりはないが、ボクシングのテレビ中継では一打ごとの詳細な解説が必ずしも要求されるわけではない。もはやラジオだけの時代ではなく、我々は自分たちが何を見ているのかをわかっている。現今の優秀な解説者はよく整理して、時には洞察力に満ちた分析をするが、「左、右、ジャブ」などと言う解説者は必要ない。外国語で放送された試合がそれを証明している。我々は誰もが、八重樫とポンサワンの試合で何を見ているかを正確にわかっていた。しかし、日本の解説陣の声が様々な度合で興奮するのを聞いているだけで、経験に加わるものがあった」。
2014年3月のデンカオセーン・カオウィチット対河野公平戦は、1996年8月の勇利アルバチャコフ対ピューマ渡久地戦以来18年ぶりに、ゴールデンタイムの90分枠で生中継された。
しかし2017年、6年間続いた大晦日ボクシング中継は中止となり、放送は同年7月23日の世界戦を最後に事実上、中断している。

## 解説者
現在
- 川嶋勝重（元WBC世界スーパーフライ級王者）
- 西岡利晃（元WBC世界スーパーバンタム級王者。WOWOW・フジテレビ解説者兼）
- 畑山隆則（元WBA世界ライト級ならびにスーパーフェザー級王者）

ゲスト解説
※は現役時にゲスト解説
- 徳山昌守（元WBC世界スーパーフライ級王者）
- 長谷川穂積（元WBC世界スーパーバンタム級、元WBC世界フェザー級ならびにバンタム級王者）※
- 内藤大助（元WBC世界フライ級王者）※
- 坂田健史（元WBA世界フライ級王者）
- 八重樫東（元IBF世界ライトフライ級、元WBC世界フライ級ならびに元WBA世界ミニマム級王者）※
- 三浦隆司（元WBC世界スーパーフェザー級王者）※
- 内山高志（元WBA世界スーパーフェザー級スーパー王者）※

過去
- 中村金雄
- 海老原博幸（元世界フライ級王者）
- ジョー小泉[2]
- 竹原慎二[9]（元WBA世界ミドル級王者）
- 渡嘉敷勝男[9]（元WBA世界ライトフライ級王者）
- 大橋秀行（元WBC世界ミニマム級ならびにWBA世界同級王者）
- 川島郭志（元WBC世界スーパーフライ級王者）
- ガッツ石松（元WBC世界ライト級王者）

## 実況
現在
- 島田弘久
- 中川聡

過去
- 磯辺建臣
- 杉浦滋男
- 久保田光彦[9]
- 四家秀治
- 斉藤一也
- 赤平大
- 増田和也